# Thormählen-Haus

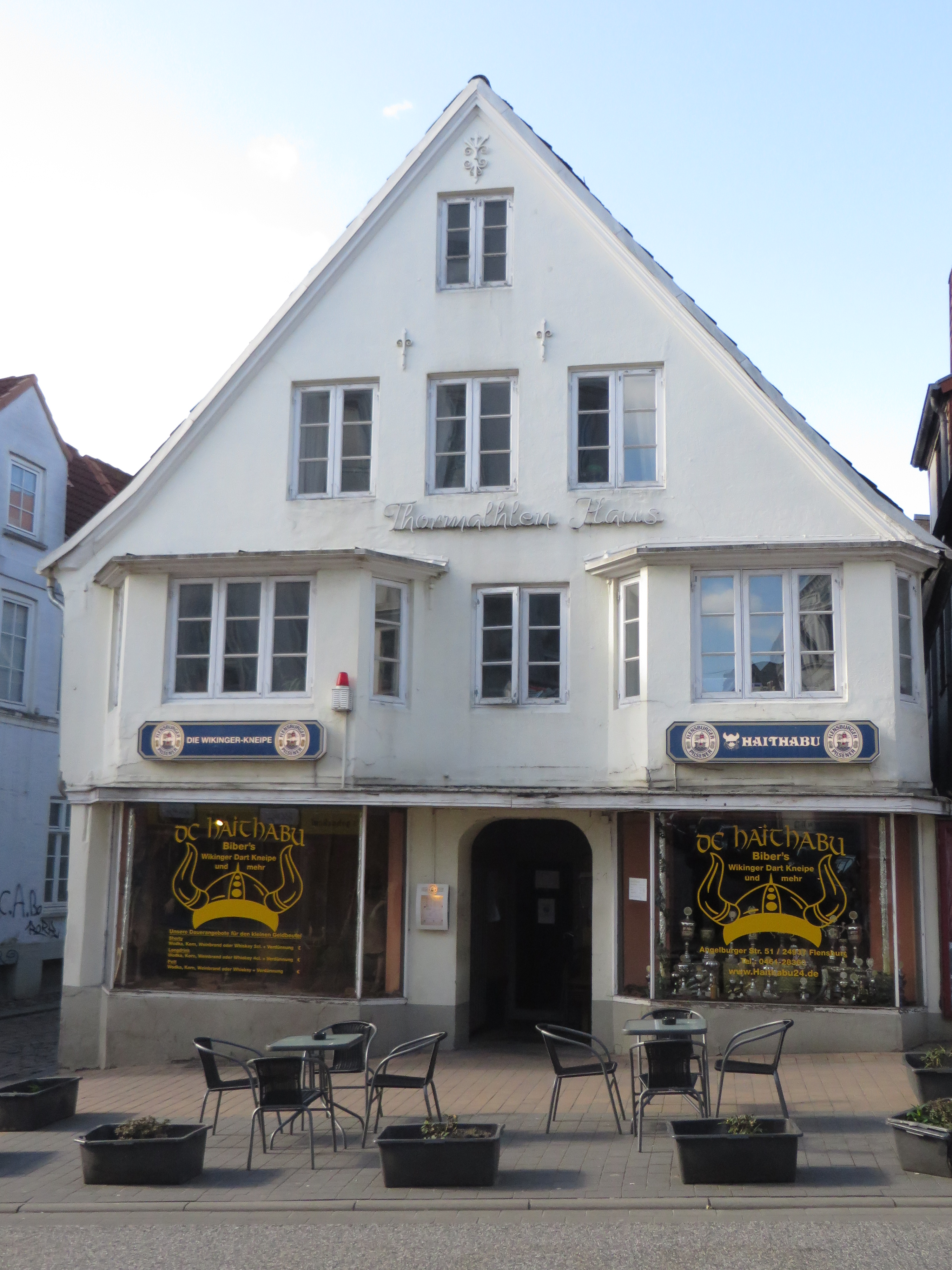
Thormählen-Haus in der Angelburger Straße 51 im Jahr 2016

Das Thormählen-Haus ist ein altes Geschäftshaus, in der Angelburger Straße 51 in Flensburg-Jürgensby, das heute zu den Kulturdenkmalen des Stadtteils gehört.

## Hintergrund
Das besagte Eckhaus mit einem Seitenflügel an der Süderfischerstraße stammt aus dem 18. Jahrhundert. Die geschlämmte Vorderfront des Gebäudes besteht im Obergeschossbereich aus Fachwerk, das darunterliegende Mauerwerk entstand aus Backsteinen. Zur Giebelspitze befinden sich Zieranker, darunter zwei Erker und im Erdgeschoss zwei Schaufenster, die um 1900 eingefügt wurden. Benannt wurde das Haus nach der ehemaligen Besitzerfamilie Thormählen, die dort schon seit den 1930er Jahren ein Handarbeitsgeschäft betrieb.
Seit den 1950er Jahren war das Thormählen-Haus mit dem Johannisviertel durch ein Straßenbauprojekt gefährdet. 1968 wurde im Flächennutzungsplan parallel zum Bahndamm der Flensburger Hafenbahn ein Geländestreifen für die Errichtung einer Hochschnellstraße ausgewiesen, welche an der Hafenspitze mit einer ebenfalls erhöhten Straßenführung der Ost- und Westseite, ähnlich der Gestalt eines Autobahnkreuzes, verbunden werden sollte. Das Straßenprojekt, nach Plänen des Architekten Bruno Wehner, wurde nicht umgesetzt und ungefähr in den 1990er Jahren endgültig verworfen. Die Flensburger Innenstadt wurde stattdessen durch die Westtangente und Osttangente entlastet. In den 1980er Jahren schloss das Handarbeitsgeschäft.
Heute befindet sich in dem Haus die Dart-Kneipe Haithabu, die sich mit ihrem Logo und im Schaufenster im Wikinger-Stil präsentiert und sich nach der dem Handelsplatz Haithabu benannt hat. Die Leuchtschrift mit dem Namen des Thormählen-Hauses blieb erhalten.